# Ascidia iberica
Ascidia iberica är en sjöpungsart som beskrevs av Monniot 1988. Ascidia iberica ingår i släktet Ascidia och familjen Ascidiidae. Inga underarter finns listade i Catalogue of Life.